# George Bippus Happ
George Bippus Happ ( 1893 - 1971 ) fue un botánico estadounidense En 1898 obtuvo su M.Sc. en la Universidad de Míchigan
Era hijo de Johann George Happ, Jr. y de Anna Bippus. Se casó con Gretchen Movius el 18 de junio de 1926, en Lidgerwood, Dakota del Norte.
Realizó extensas expedicioines botánicas por México.

## Algunas publicaciones
- 1937. Monograph of Tetramerium and Henrya. Ann. of the Missouri Bot. Garden 24 ( 4 ): 501-570 pp. 501 en línea

### Libros
- 1937. Monograph of Tetramerium and Henrya. Washington Univ. doctoral diss. Editor	Washington Univ. Department of Bot. 240 pp.

- 1935. A study of the flicker (Colaptes auratus L. Editor Cornell Univ. 392 pp.

- La abreviatura «Happ» se emplea para indicar a George Bippus Happ como autoridad en la descripción y clasificación científica de los vegetales.[4]